# ويليام إتش. ستافورد
ويليام إتش. ستافورد هو محامي وسياسي أمريكي، ولد في 12 أكتوبر 1869 في ميلواكي في الولايات المتحدة، وتوفي بنفس المكان في 22 أبريل 1957. نشط حزبياً في الحزب الجمهوري. وقد انتخب عضو مجلس النواب الأمريكي ‏.